# Ànec de les Filipines
L'ànec de les Filipines (Anas luzonica) és una espècie d'ocell de la família dels anàtids (Anatidae) que habita llacs, corrents fluvials i aiguamolls de les Filipines.